# 1977-es ifjúsági labdarúgó-világbajnokság
Az 1977-es ifjúsági labdarúgó-világbajnokság volt az első, ifjúsági labdarúgók részére kiírt világbajnokság. A tornát 1977. június 27. és július 10. között rendezték Tunéziában. A tornát a szovjet válogatott nyerte.

## Csoportkör
A csoportok első helyezettjei jutottak az elődöntőbe. Az elődöntő győztesei jutottak a döntőbe, a vesztesek a 3. helyért játszhattak.
| Jelmagyarázat                                                   |
| --------------------------------------------------------------- |
| A csoportok első helyezettjei bejutottak az elődöntőbe.         |
| A csoportok második, harmadik és negyedik helyezettjei kiestek. |

### A csoport
| Csapat        | M | Gy | D | V | G+ | G– | Gk | P |
| ------------- | - | -- | - | - | -- | -- | -- | - |
| Mexikó        | 3 | 1  | 2 | 0 | 8  | 2  | +6 | 4 |
| Spanyolország | 3 | 1  | 1 | 1 | 3  | 3  | 0  | 3 |
| Franciaország | 3 | 1  | 1 | 1 | 3  | 3  | 0  | 3 |
| Tunézia       | 3 | 1  | 0 | 2 | 1  | 7  | –6 | 2 |

| 1977. június 27. 12:00 |

| Franciaország  | 1–2               | Spanyolország         |
| -------------- | ----------------- | --------------------- |
| Bacconnier 75' | (0–1) Jegyzőkönyv | Escobar 29' Casas 60' |

| Stade El Menzah, Rades Játékvezető: Orhan Cebe (török) |

| 1977. június 27. 16:00 |

| Mexikó                                          | 6–0               | Tunézia |
| ----------------------------------------------- | ----------------- | ------- |
| Manzo 46' 47' Placencia 48' 69' 72' Garduno 56' | (0–0) Jegyzőkönyv |         |

| Stade El Menzah, Rades Játékvezető: Farouk Bouzo (szíriai) |

| 1977. június 30. 12:00 |

| Spanyolország | 1–1               | Mexikó        |
| ------------- | ----------------- | ------------- |
| Escobar 46'   | (0–0) Jegyzőkönyv | Rodríguez 73' |

| Stade El Menzah, Rades Játékvezető: Franz Wöhrer (osztrák) |

| 1977. június 30. 16:00 |

| Tunézia | 0–1               | Franciaország |
| ------- | ----------------- | ------------- |
|         | (0–1) Jegyzőkönyv | Meyer 20'     |

| Stade El Menzah, Rades Játékvezető: Arturo Ithurralde (argentin) |

| 1977. július 3. 12:00 |

| Franciaország | 1–1               | Mexikó    |
| ------------- | ----------------- | --------- |
| Wiss 64'      | (0–0) Jegyzőkönyv | Moses 70' |

| Stade El Menzah, Rades Játékvezető: Gianfranco Menegali (olasz) |

| 1977. július 3. 16:00 |

| Spanyolország | 0–1               | Tunézia         |
| ------------- | ----------------- | --------------- |
|               | (0–0) Jegyzőkönyv | Ben Fattoum 52' |

| Stade El Menzah, Rades Játékvezető: Eldar Muhtarovics Azim-Zagye (szovjet) |

### B csoport
| Csapat       | M | Gy | D | V | G+ | G– | Gk | P |
| ------------ | - | -- | - | - | -- | -- | -- | - |
| Uruguay      | 3 | 3  | 0 | 0 | 6  | 1  | +5 | 6 |
| Honduras     | 3 | 2  | 0 | 1 | 3  | 1  | +2 | 4 |
| Magyarország | 3 | 1  | 0 | 2 | 3  | 4  | –1 | 2 |
| Marokkó      | 3 | 0  | 0 | 3 | 0  | 6  | –6 | 0 |

| 1977. június 28. 12:00 |

| Marokkó | 0–1               | Honduras    |
| ------- | ----------------- | ----------- |
|         | (0–0) Jegyzőkönyv | Norales 46' |

| Stade Chedli Zouiten, Tunisz Játékvezető: Gerard Racine (svájci) |

| 1977. június 28. 16:00 |

| Uruguay                       | 2–1               | Magyarország |
| ----------------------------- | ----------------- | ------------ |
| Diogo 15' Bica 25' (11-esből) | (2–1) Jegyzőkönyv | Péter 17'    |

| Stade Chedli Zouiten, Tunisz Játékvezető: Gianfranco Menegali (olasz) |

| 1977. július 1. 12:00 |

| Honduras | 0–1               | Uruguay   |
| -------- | ----------------- | --------- |
|          | (0–1) Jegyzőkönyv | Nadal 29' |

| Stade Chedli Zouiten, Tunisz Játékvezető: Birame N'Diaye (szenegáli) |

| 1977. július 1. 16:00 |

| Magyarország         | 2–0               | Marokkó |
| -------------------- | ----------------- | ------- |
| Kerekes 26' Nagy 56' | (1–0) Jegyzőkönyv |         |

| Stade Chedli Zouiten, Tunisz Játékvezető: Arnaldo Coelho (brazil) |

| 1977. július 4. 12:00 |

| Magyarország | 0–2               | Honduras               |
| ------------ | ----------------- | ---------------------- |
|              | (0–2) Jegyzőkönyv | Yearwood 7' Duarte 30' |

| Stade Chedli Zouiten, Tunisz Játékvezető: Sahar El Hawary (egyiptomi) |

| 1977. július 4. 16:00 |

| Uruguay                         | 3–0               | Marokkó |
| ------------------------------- | ----------------- | ------- |
| Nadal 36' Enrique 44' Ramos 51' | (2–0) Jegyzőkönyv |         |

| Stade Chedli Zouiten, Tunisz Játékvezető: Farouk Bouzo (szíriai) |

### C csoport
| Csapat           | M | Gy | D | V | G+ | G– | Gk | P |
| ---------------- | - | -- | - | - | -- | -- | -- | - |
| Brazília         | 3 | 2  | 1 | 0 | 8  | 2  | +6 | 5 |
| Irán             | 3 | 1  | 1 | 1 | 4  | 5  | –1 | 3 |
| Olaszország      | 3 | 0  | 2 | 1 | 1  | 3  | –2 | 2 |
| Elefántcsontpart | 3 | 0  | 2 | 1 | 2  | 5  | –3 | 2 |

| 1977. június 27. 12:00 |

| Olaszország | 1–1               | Elefántcsontpart |
| ----------- | ----------------- | ---------------- |
| Capuzzo 11' | (1–0) Jegyzőkönyv | Kouassi 77'      |

| Stade Olympique de Sousse, Szúsza (Tunézia) Játékvezető: Emmanuel Platopoulos (görög) |

| 1977. június 27. 16:00 |

| Brazília                                                | 5–1               | Irán       |
| ------------------------------------------------------- | ----------------- | ---------- |
| Guina 22' 29' 39' Paulo Roberto 37' Júnior Brasília 52' | (4–0) Jegyzőkönyv | Rajabi 55' |

| Stade Olympique de Sousse, Szúsza (Tunézia) Játékvezető: Michel Vautrot (francia) |

| 1977. június 30. 12:00 |

| Irán | 0–0         | Olaszország |
| ---- | ----------- | ----------- |
|      | Jegyzőkönyv |             |

| Stade Olympique de Sousse, Szúsza (Tunézia) Játékvezető: Somlai Lajos (magyar) |

| 1977. június 30. 16:00 |

| Elefántcsontpart | 1–1               | Brazília   |
| ---------------- | ----------------- | ---------- |
| Ya Semon 46'     | (0–0) Jegyzőkönyv | Cléber 89' |

| Stade Olympique de Sousse, Szúsza (Tunézia) Játékvezető: Mohamed Kadri (tunéziai) |

| 1977. július 3. 12:00 |

| Irán                        | 3–0               | Elefántcsontpart |
| --------------------------- | ----------------- | ---------------- |
| Asheri 31' 87' Barzegar 80' | (1–0) Jegyzőkönyv |                  |

| Stade Olympique de Sousse, Szúsza (Tunézia) Játékvezető: Salem Mahmud Adal (szíriai) |

| 1977. július 3. 16:00 |

| Brazília               | 2–0               | Olaszország |
| ---------------------- | ----------------- | ----------- |
| Guina 11' Paulinho 48' | (1–0) Jegyzőkönyv |             |

| Stade Olympique de Sousse, Szúsza (Tunézia) Játékvezető: Dušan Maksimović (jugoszláv) |

### D csoport
| Csapat      | M | Gy | D | V | G+ | G– | Gk  | P |
| ----------- | - | -- | - | - | -- | -- | --- | - |
| Szovjetunió | 3 | 2  | 1 | 0 | 5  | 2  | +3  | 5 |
| Paraguay    | 3 | 2  | 0 | 1 | 6  | 2  | +4  | 4 |
| Irak        | 3 | 1  | 0 | 2 | 6  | 8  | – 2 | 2 |
| Ausztria    | 3 | 0  | 1 | 2 | 1  | 6  | – 5 | 1 |

| 1977. június 28. 12:00 |

| Szovjetunió              | 3–1               | Irak        |
| ------------------------ | ----------------- | ----------- |
| Petrakov 19' 23' Bal 39' | (3–0) Jegyzőkönyv | Munshid 77' |

| Sfax Stadion, Szfaksz Játékvezető: Ángel Franco Martínez (spanyol) |

| 1977. június 28. 16:00 |

| Ausztria | 0–1               | Paraguay  |
| -------- | ----------------- | --------- |
|          | (0–0) Jegyzőkönyv | Morel 62' |

| Sfax Stadion, Szfaksz Játékvezető: Zoubir Benganif (algériai) |

| 1977. július 1. 12:00 |

| Irak                               | 5–1         | Ausztria  |
| ---------------------------------- | ----------- | --------- |
| Munshid 30' Szaíd 34' 38', Hammadi | Jegyzőkönyv | Weiss 28' |

| Sfax Stadion, Szfaksz Játékvezető: Tesfaye Gebreyesus (etióp) |

| 1977. július 1. 16:00 |

| Paraguay      | 1–2               | Szovjetunió                     |
| ------------- | ----------------- | ------------------------------- |
| Battaglia 38' | (1–1) Jegyzőkönyv | Higyijatullin 29' Besszonov 59' |

| Sfax Stadion, Szfaksz Játékvezető: Michel Vautrot (francia) |

| 1977. július 4. 12:00 |

| Paraguay                                 | 4–0               | Irak |
| ---------------------------------------- | ----------------- | ---- |
| Salmaniego 26' López 30' 68' Giménez 67' | (2–0) Jegyzőkönyv |      |

| Sfax Stadion, Szfaksz Játékvezető: Ángel Franco Martínez (spanyol) |

| 1977. július 4. 16:00 |

| Ausztria | 0–0         | Szovjetunió |
| -------- | ----------- | ----------- |
|          | Jegyzőkönyv |             |

| Sfax Stadion, Szfaksz Játékvezető: Mohamed Larache (marokkói) |

## Egyenes kieséses szakasz
|  |                   |             |             |                    |       |        |        |       |
|  | Elődöntők         | Elődöntők   | Elődöntők   |                    |       | Döntő  | Döntő  | Döntő |
|  | Elődöntők         | Elődöntők   | Elődöntők   |                    |       | Döntő  | Döntő  | Döntő |
|  | július 6. – Rades |             |             |                    |       |        |        |       |
|  |                   |             |             |                    |       |        |        |       |
|  | A1                | Mexikó      | 1 (5)       |                    |       |        |        |       |
|  | A1                | Mexikó      | 1 (5)       | július 10. – Rades |       |        |        |       |
|  | C1                | Brazília    | 1 (3)       |                    |       |        |        |       |
|  | C1                | Brazília    | 1 (3)       |                    |       | Mexikó | Mexikó | 2 (8) |
|  | július 6. – Rades |             |             |                    |       | Mexikó | Mexikó | 2 (8) |
|  |                   |             | Szovjetunió | Szovjetunió        | 2 (9) |        |        |       |
|  | B1                | Uruguay     | Szovjetunió | Szovjetunió        | 2 (9) | 0 (3)  |        |       |
|  | B1                | Uruguay     |             |                    |       |        |        |       |
|  | D1                | Szovjetunió | 0 (4)       |                    |       |        |        |       |
|  | D1                | Szovjetunió | 0 (4)       | Bronzmérkőzés      |       |        |        |       |
|  |                   |             |             |                    |       |        |        |       |
|  | július 9. – Rades |             |             |                    |       |        |        |       |
|  |                   |             |             |                    |       |        |        |       |
|  | Brazília          | Brazília    | 4           |                    |       |        |        |       |
|  | Brazília          | Brazília    | 4           |                    |       |        |        |       |
|  | Uruguay           | Uruguay     | 0           |                    |       |        |        |       |
|  | Uruguay           | Uruguay     | 0           |                    |       |        |        |       |

### Elődöntők
| 1977. július 6. 12:00 |

| Mexikó        | 1–1 (h. u.)                 | Brazília       |
| ------------- | --------------------------- | -------------- |
| Rergis 53'    | (0–0, 1–1, 1–1) Jegyzőkönyv | Jorge Luíz 59' |
| Büntetőpárbaj |                             |                |
|               | 5–3                         |                |

| Stade El Menzah, Rades Játékvezető: Ángel Franco Martínez (spanyol) |

| 1977. július 7. 12:00 |

| Uruguay       | 0–0 (h. u.) | Szovjetunió |
| ------------- | ----------- | ----------- |
|               | Jegyzőkönyv |             |
| Büntetőpárbaj |             |             |
|               | 3–4         |             |

| Stade El Menzah, Rades Játékvezető: Gianfranco Menegali (olasz) |

### Bronzmérkőzés
| 1977. július 9. 12:00 |

| Brazília                                           | 4–0               | Uruguay |
| -------------------------------------------------- | ----------------- | ------- |
| Cléber 13' Paulo Roberto 30' Paulinho 53' Tiao 69' | (2–0) Jegyzőkönyv |         |

| Stade El Menzah, Rades Játékvezető: Farouk Bouzo (szíriai) |

### Döntő
| 1977. július 10. 18:30 |

| Mexikó                | 2–2 (h. u.)                 | Szovjetunió       |
| --------------------- | --------------------------- | ----------------- |
| Garduno 50' Manzo 59' | (0–0, 2–2, 2–2) Jegyzőkönyv | Besszonov 52' 88' |
| Büntetőpárbaj         |                             |                   |
|                       | 8–9                         |                   |

| Stade El Menzah, Rades Játékvezető: Michel Vautrot (francia) |

## Díjak
| Az 1977-es ifjúsági labdarúgó-világbajnokság győztese |
| ----------------------------------------------------- |
| · Szovjetunió · 1. cím                                |

| 2. helyezett | 3. helyezett | 4. helyezett |
| ------------ | ------------ | ------------ |
| Mexikó       | Brazília     | Uruguay      |

| Golden Shoe | Golden Ball         | Fair Play Díj |
| ----------- | ------------------- | ------------- |
| Guina       | Vlagyimir Besszonov | Brazília      |

## Gólszerzők
| 4 gólos - Guina 3 gólos - Huszejn Szaíd - Luis Placencia - Agustin Manzo - Vlagyimir Besszonov 2 gólos - Cléber - Paulinho - Paulo Roberto - Hussain Munshid - Moharam Asheri - Fernando Garduno - Pedro López - José Ricardo Escobar - Valerij Petrakov - Amaro Nadal | 1 gólos - Heinz Weiss - Júnior Brasília - Jorge Luíz - Tiao - Lucien Kouassi - Honore Ya Semon - Gerard Bacconnier - Thierry Meyer - Andre Wiss - José Enrique Duarte - Prudencio Norales - Gilberto Yearwood - Haddi Hammadi - Reza Rajabi - Abdolreza Barzegar - Kerekes János - Nagy Imre - Péter Zoltán | 1 gólos (folytatás) - Eduardo Moses - Eduardo Rergis - Hugo Isaác Rodríguez - Luigi Capuzzo - Juan Battaglia - Eugenio Giménez - Víctor Morel - Domingo Salmaniego - José Casas - Andrij Bal - Vagiz Higyijatullin - Ali Ben Fattoum - Alberto Bica - Víctor Diogo - Daniel Enrique - Venancio Ramos |

## Végeredmény
Az első négy helyezett utáni sorrend nem tekinthető hivatalosnak, mivel ezekért a helyekért nem játszottak mérkőzéseket. Ezért e helyezések meghatározásához az alábbiak lettek figyelembe véve:
1. több szerzett pont (a 11-esekkel eldöntött találkozók a hosszabbítást követő eredménnyel, döntetlenként vannak feltüntetve)
2. jobb gólkülönbség
3. több szerzett gól
4. egymás elleni eredmény

A hazai csapat és Magyarország eltérő háttérszínnel kiemelve.
| Helyezés | Nemzet           | M | Gy | D | V | G+ | G– | Gk  | P |
| -------- | ---------------- | - | -- | - | - | -- | -- | --- | - |
| Arany    | Szovjetunió      | 5 | 2  | 3 | 0 | 7  | 4  | +3  | 7 |
| Ezüst    | Mexikó           | 5 | 1  | 4 | 0 | 11 | 5  | +6  | 6 |
| Bronz    | Brazília         | 5 | 3  | 2 | 0 | 13 | 3  | +10 | 8 |
| 4.       | Uruguay          | 5 | 3  | 1 | 1 | 6  | 5  | +1  | 7 |
|          |                  |   |    |   |   |    |    |     |   |
| 5.       | Paraguay         | 3 | 2  | 0 | 1 | 6  | 2  | +4  | 4 |
| 6.       | Honduras         | 3 | 2  | 0 | 1 | 3  | 1  | +2  | 4 |
| 7.       | Spanyolország    | 3 | 1  | 1 | 1 | 3  | 3  | 0   | 3 |
| 8.       | Franciaország    | 3 | 1  | 1 | 1 | 3  | 3  | 0   | 3 |
| 9.       | Irán             | 3 | 1  | 1 | 1 | 4  | 5  | –1  | 3 |
| 10.      | Magyarország     | 3 | 1  | 0 | 2 | 3  | 4  | –1  | 2 |
| 11.      | Irak             | 3 | 1  | 0 | 2 | 6  | 8  | –2  | 2 |
| 12.      | Olaszország      | 3 | 0  | 2 | 1 | 1  | 3  | –2  | 2 |
| 13.      | Elefántcsontpart | 3 | 0  | 2 | 1 | 2  | 5  | –3  | 2 |
| 14.      | Tunézia          | 3 | 1  | 0 | 2 | 1  | 7  | –6  | 2 |
| 15.      | Ausztria         | 3 | 0  | 1 | 2 | 1  | 6  | –5  | 1 |
| 16.      | Marokkó          | 3 | 0  | 0 | 3 | 0  | 6  | –6  | 0 |